# Голубята (Добрянский район)
Голубята — село в Добрянском районе Пермского края. Входит в состав Вильвенского сельского поселения.

## Географическое положение
Расположено на реке Вильва, к югу от административного центра поселения, посёлка Вильва, и к востоку от райцентра, города Добрянка.

## Население
| 2010 |
| ---- |
| 153  |

## Улицы
- Мира ул.
- Молодёжная ул.
- Полевая ул.
- Южная ул.

## Топографические карты
- Лист карты O-40-54 Вильва. Масштаб: 1 : 100 000. Издание 1977 г.